# Arnovo Selo
Arnovo selo é uma vila localizada no município de Brežice na Eslovênia. Possuía uma população estimada de 284 habitantes em 2020.